# トログタライト
トログタライト(Trogtalite)は、化学式CoSe2の希少なセレン化鉱物である。Co2+イオンとSe22−イオンから構成され、立方晶系に結晶化する。黄鉄鉱グループに分類される。色はローズバイオレットで、結晶は不透明である。常に粒状として見られる。ハスト鉱（Hastite）との同質二像と考えられていたが、これは2009年に否定され、ハスト鉱はセレン鉄鉱であるとされた。クルタ鉱と一連の固溶体を形成する。

## 発生
1965年にドイツのハルツ山地ラウテンタールのトログタル採石場で発見され、この場所に因んで命名された。しばしばこの場所で、セレン鉛鉱の連晶として発生する。また、コンゴ民主共和国カタンガ州コルヴェジの銅コバルト鉱山であるムソノイ鉱山や、アルゼンチンではTuminico鉱山、またラ・リオハ州のLos Llantenesでも見られる。しばしば、セレン鉛鉱、セレン鉄鉱、ボルンハルト鉱、自然セレン、金、オースタボシュアイト等とともに見られる。